# Haslev udvidede Højskole
Haslev udvidede Højskole (kaldet HuH) var en højskole, som lå i Haslev. HuH blev grundlagt i 1916 af Indre Mission. Højskolen byggede på et kristent budskab og havde tilkytning til KFUM og KFUK.
HuH havde til sidst fire linjer:
- Musiker
- Vildmark
- Dialog
- Sydamerika

Bestyrelsen bag skolen, erklærede skolen konkurs i august 2010. HuH er nu lukket og bygningerne huser i dag et galleri og kursuscenter.